# Edoardo Padovani
Edoardo Padovani (Venecia, 15 de mayo de 1993) es un jugador italiano de rugby que se desempeña como wing y juega en el Zebre Rugby del euro–sudafricano Pro14. Es internacional con la Azzurri desde 2016.

## Selección nacional
Representó a la Azzurrini durante dos años, compitiendo en el Campeonato Mundial. El equipo clasificó automáticamente a Italia 2012, los locales perdieron todos sus partidos y quedaron en la última posición.
Conor O'Shea lo convocó a la Azzurri para disputar el Torneo de las Seis Naciones 2016 y debutó contra la Rosa. Hasta el momento lleva 18 partidos jugados y 29 puntos marcados.

### Participaciones en Copas del Mundo
| Mundial                       | Sede  | Resultado    | PJ | Tries |
| ----------------------------- | ----- | ------------ | -- | ----- |
| Copa Mundial de Rugby de 2019 | Japón | Por disputar | ?  | ?     |

## Palmarés
- Campeón del Top12 de 2012–13.